# Vinzenz Stötter
Vinzenz Stötter (* 17. August 1922 in Sterzing; † 28. Februar 1982) war ein Südtiroler Politiker.

## Biographie
Beruflich arbeitete Stötter als Gastwirt in Sterzing. Politisch war er in den Reihen der Südtiroler Volkspartei (SVP) aktiv, die er mehrere Amtsperioden lang im Sterzinger Gemeinderat vertrat. Von 1952 bis 1956 war er Abgeordneter im Regionalrat Trentino-Südtirol und damit gleichzeitig im Südtiroler Landtag. In den Jahren 1953–1954 diente er zudem als SVP-Landessekretär. 